# Daihatsu Gran Move
Der Daihatsu Gran Move ist ein fünftüriger Minivan bzw. Kompaktvan des japanischen Herstellers Daihatsu. Er basiert auf dem Daihatsu Charade Shortback und wurde in Deutschland im April 1997 (G303) eingeführt. Im Sommer 1999 erfolgte dann eine Modellpflege des Modells (G301). Die letzten Neuwagen fanden ihre Käufer im Jahre 2003, nach dem Produktionsstopp 2002. Nachfolger wurde der kleinere YRV.

## Übersicht
Nachdem das Modell 1997 eingeführt wurde, gab es im Jahr 1999 einige Änderungen:
- die einzige Motorvariante wächst von 1499 cm³ auf 1590 cm³ und leistet jetzt eine Pferdestärke mehr, 91 PS
- mit 126 Newtonmetern sind es jetzt sieben NM mehr als früher
- der Gran Move wird um vier Zentimeter verlängert durch geänderte Form der Stoßstangen
- die Getriebeübersetzung wird geändert
- die Blinker werden weiß
- neuer Grill

Der erneuerte Gran Move verfügt über folgende Merkmale: beim Motor handelt es sich um vier in Reihe angeordnete Zylinder mit einem Hubraum von 1590 cm³ und einer Leistung von 67 kW (91 PS) bei 6000/min. Das Drehmoment beträgt 126 Nm bei 3600/min, wobei der Wagen über einen Frontantrieb und einen Wendekreis von 9,8 m verfügt. Der Kofferraum ist 400 l groß und kann durch Umklappen der Rücksitzbank auf 850 l erweitert werden. Der Tank hat ein Fassungsvermögen von 50 l Normalbenzin (ROZ 91), wobei zu beachten ist, dass die Anzeige recht unpräzise funktioniert. Der Gran Move ist 4100 mm lang, 1640 mm breit und 1580 mm hoch. Sein Leergewicht beträgt 1065 kg und es können bis zu 420 kg zugeladen werden. Dank eines Aufprallsensors werden im Falle eines Unfalls die Türen entriegelt und die Warnblinkanlage eingeschaltet.
In Deutschland wurde der Minivan unter dem Namen Gran Move verkauft. Im Heimatland Japan sowie in zahlreichen anderen Ländern wurde der Wagen unter dem Namen Pyzar angeboten.
In Großbritannien hieß die erste Serie (G303) Gran Move, die zweite Serie (G301) dann Pyzar.

Zum Stichtag 1. Januar 2024 waren in Deutschland laut KBA noch 194 Daihatsu Gran Move angemeldet.

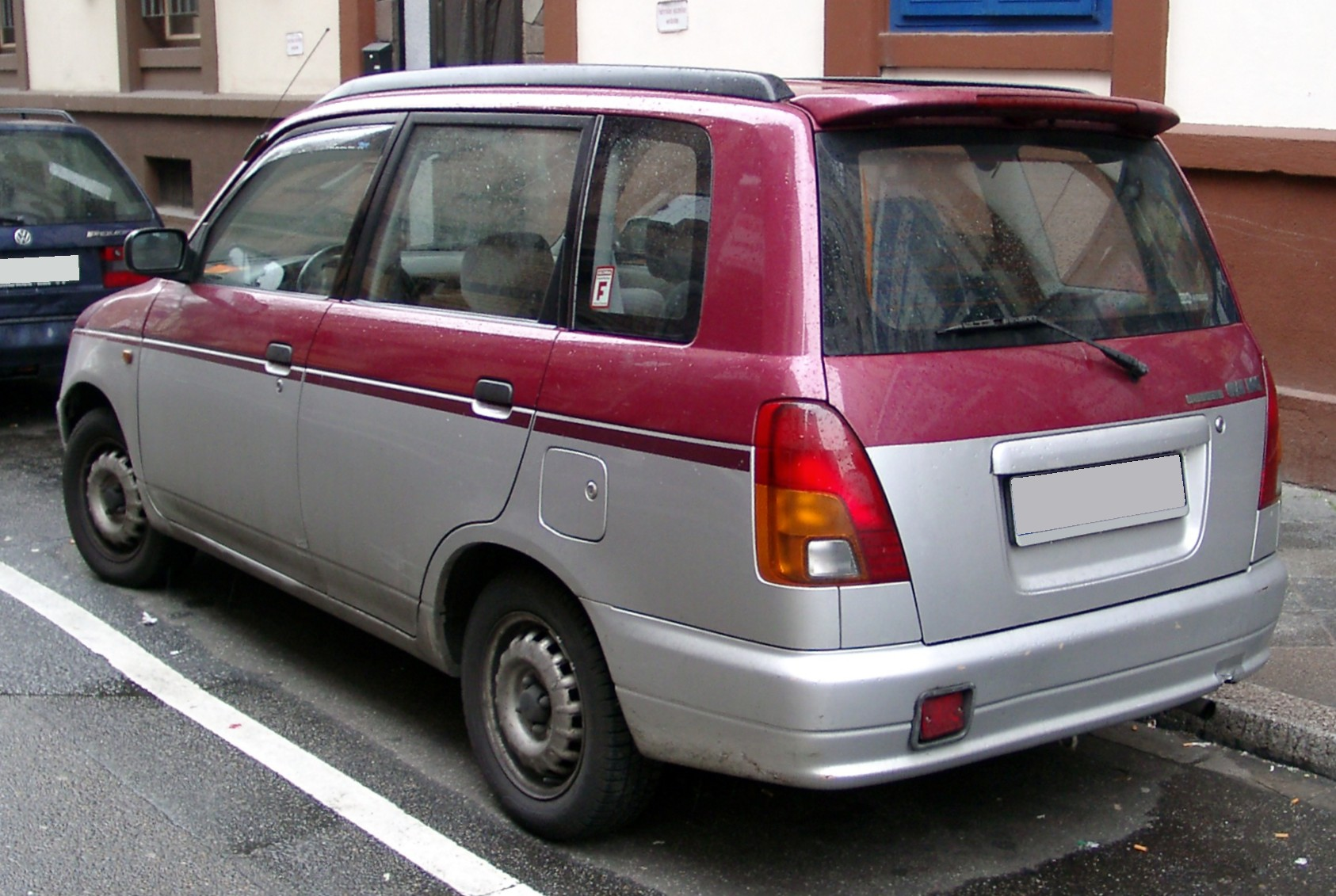
Heckansicht
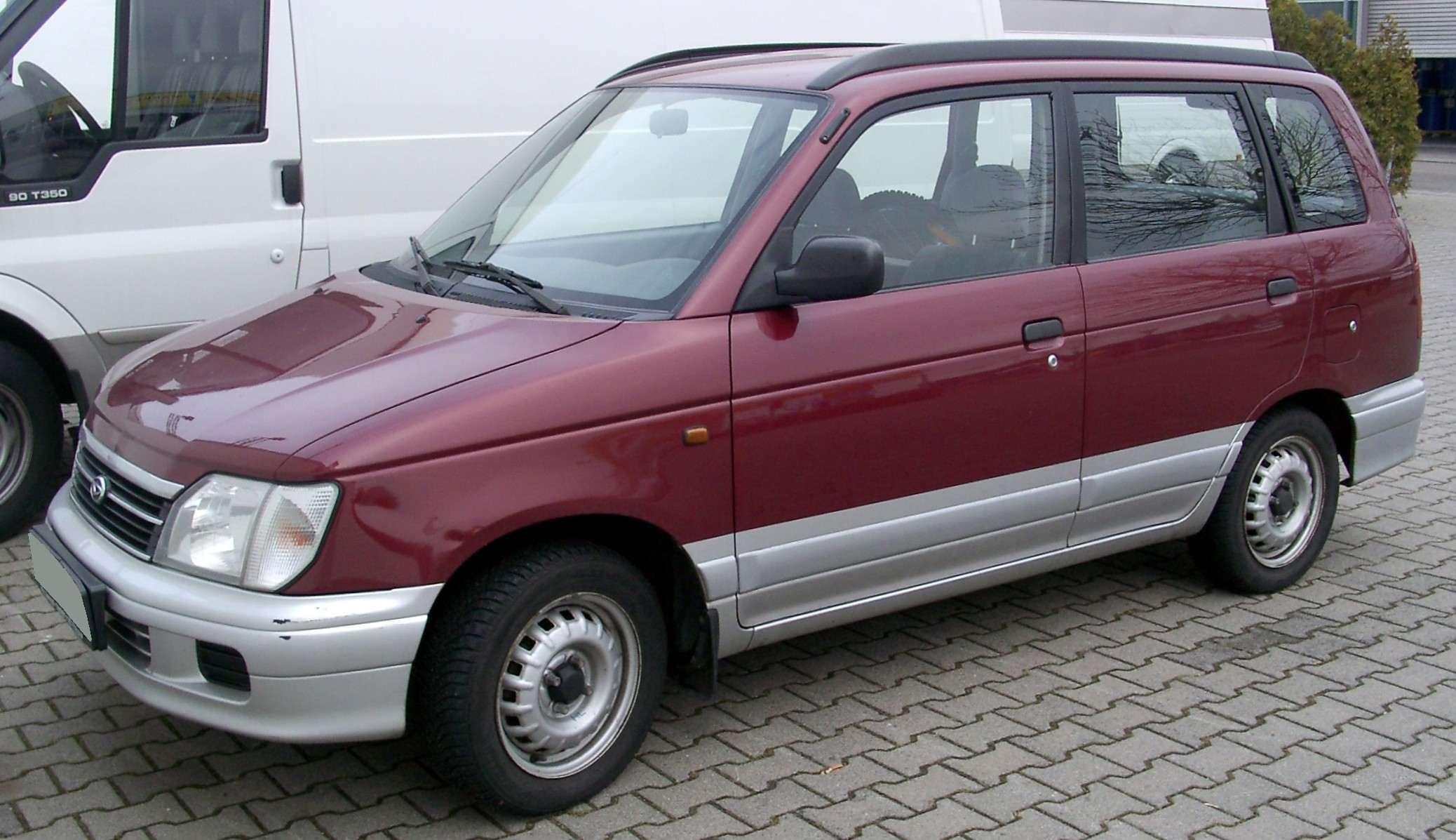
Facelift (1999–2002)
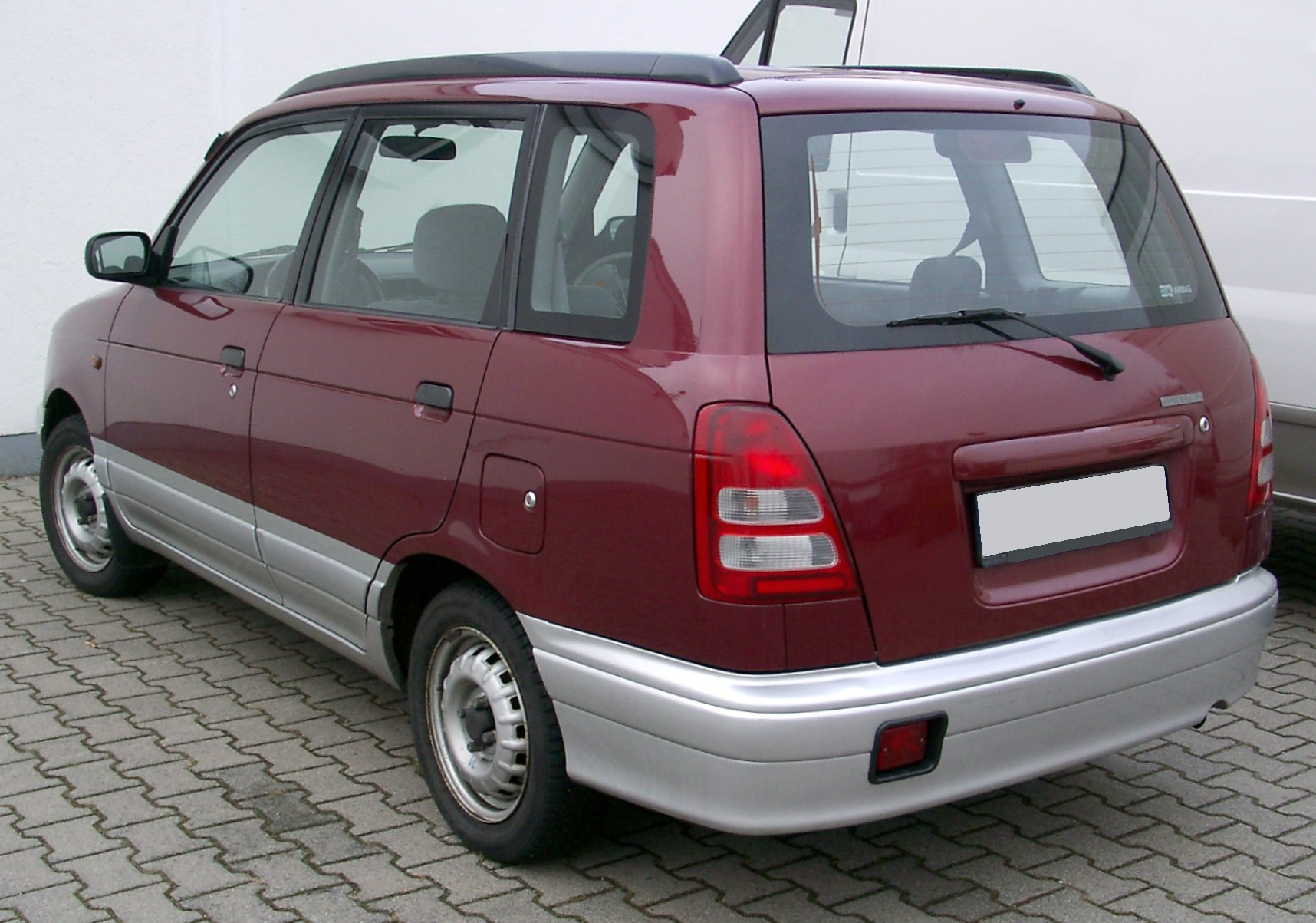
Heckansicht

## Zulassungszahlen in Deutschland
Die aufgeführten Zulassungszahlen in der Bundesrepublik Deutschland können erst seit 1999 je Modellreihe angegeben werden, sodass sie nicht vollständig abgebildet werden können. Bis 2001 unterscheidet das Kraftfahrt-Bundesamt nicht nach der Motorisierungsart. Da der Daihatsu Gran Move jedoch ausschließlich mit Ottomotoren angeboten wurde, lassen sich diese Zahlen zusammenfassen. Seit 1999 bis einschließlich Dezember 2003 wurden insgesamt 2.369 Daihatsu Move neu zugelassen. Mit 1.058 Einheiten war 1999 das erfolgreichste Verkaufsjahr.
|  |

|  |

|  |

|  |

|  |

|  |

|  |

|  |

|  |

|  |

|  |

|  |

|  |

|  |

|  |

|  |

|  |

|  |

|  |

|  |

|  |

|  |

|  |

|  |

|  |

|  |

|  |

|  |

|  |

|  |

|  |

|  |

|  |

|  |

|  |

|  |

|  |

|  |

|  |

|  |

|  |

|  |

|  |

|  |

|  |

|  |

|  |

|  |

|  |

|  |

|  |

|  |

|  |

|  |

|  |

|  |

|  |

|  |

|  |

|  |

|  |

|  |

|  |

|  |

|  |

|  |

|  |

|  |

|  |

|  |

|  |

|  |

|  |

|  |

|  |

|  |

|  |

|  |

|  |

|  |

|  | Benziner (2.369) |

|  | Benziner (2.369) |